# Липецы
 Липецы — деревня в Смоленской области России, в Новодугинском районе. Расположена в северо-восточной части области в 7 км к западу от Новодугина, в 4 км к западу от автодороги Р134 «Старая Смоленская дорога» Смоленск — Дорогобуж — Вязьма — Зубцов, на левом берегу реки Вазуза. Население — 288 жителей (2007 год). Входит в состав Извековского сельского поселения.

## История
Село древнее, точной даты основания нет. Село в XVII веке принадлежало дворянскому роду Грибоедовых. До примерно XVIII века село именовалось Стенино. Название Липицы вместо Стенино село  предположительно получило от липовой рощи насаженной в начале XVIII века, а возможно — от названия липового мёда.  С 1776 года переходит во владение к Александру Фёдоровичу Хомякову (как приданое жены — Грибоедовой). Новый владелец села Хомяков был известным кутилой и привёл хозяйство в плачевное состояние. Следующий владелец Степан Александрович Хомяков начал активно заниматься хозяйством и застраивал усадьбу, превратив её в величественный архитектурно-парковый ансамбль. В конце XVIII века в имении был построен новый каменный дом с флигелями, разбит парк на берегу Вазузы с 2 озёрами, разделёнными плотиной. От жены Степана Александровича Краевской М.А. усадьбе досталась обширная библиотека. С начала XVII века в селе была деревянная церковь (закрыта в 1796 году из-за ветхости). В 1789 году на берегу реки недалеко от старого  храма была заложена и в 1797 году построена новая каменная церковь Преображения.

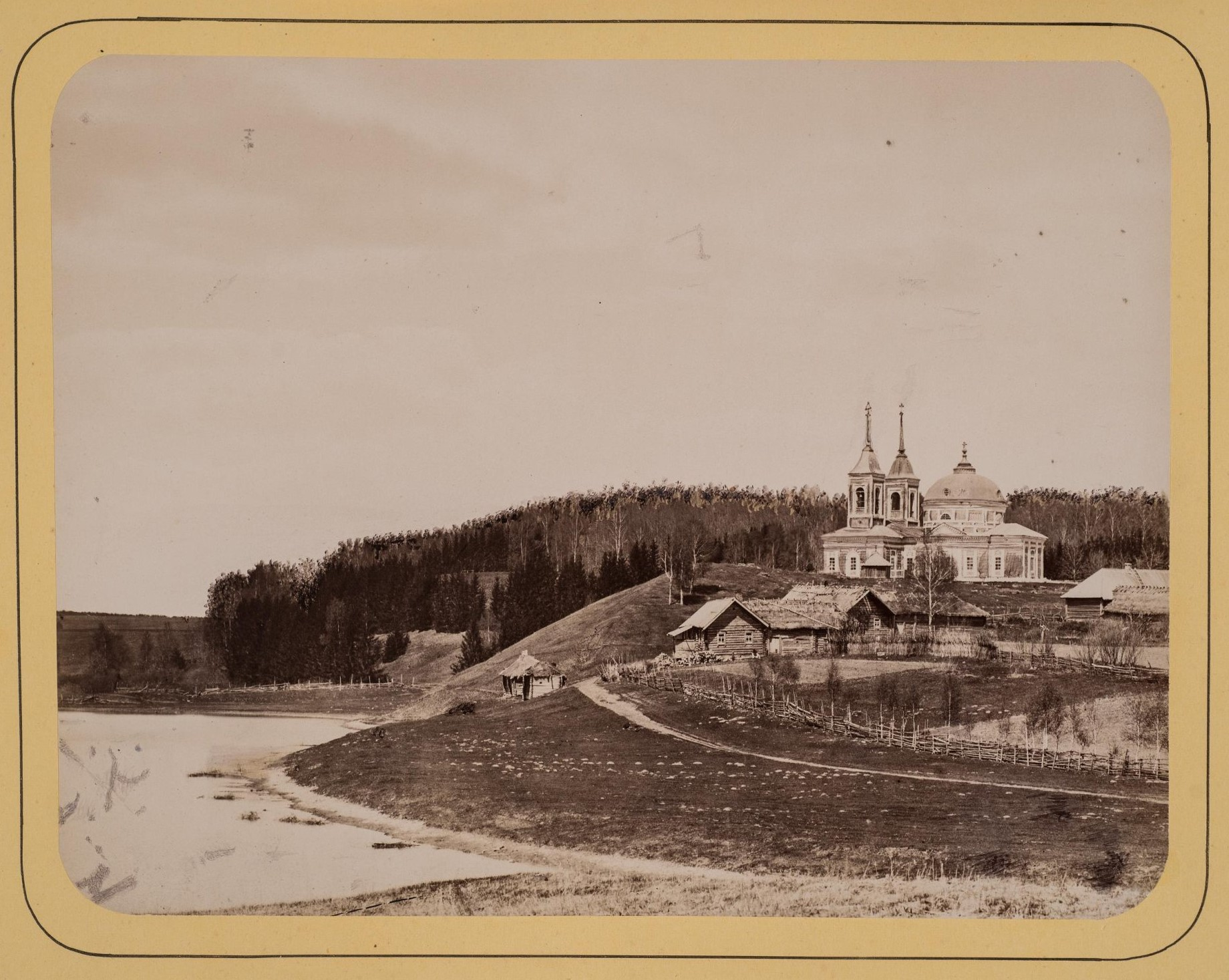
Церковь Преображения в селе Липицы. Фото 1880-х гг

Во время войны в 1812 году усадьба была спасена от разорения французами крестьянами, а владелец усадьбы организовал в имении госпиталь для русских воинов. В 1832-36 годах С.А. Хомяков избирался уездным предводителем дворянства.
После смерти Степана Александровича усадьбу унаследовал его сын, известный русский философ и публицист Алексей Хомяков(1804-1860). Женат Алексей Степанович был на сестре известного поэта Языкова Н.М. Екатерине. Последним владельцем усадьбы был их сын, Николай Алексеевич Хомяков, бывший 10 лет смоленским губернским предводителем дворянства. В селе была построена Земская школа.
В XIX веке на картах село называлось Липицы ( входило в Гривскую волость Сычевского уезда Смоленской губернии (на 1871 год)).
Название сохранялось до середины XX века. На картах с 1950-х годов название села стало Липецы.
В 1918 году имение было национализировано, часть ценностей вывезена в Российский музейный фонд в Москву. В 1920-х годах главный усадебный дом сгорел. В настоящее время сохранились флигели, помещение артезианского колодца (работает до сих пор), Преображенская церковь, часть парка с озёрами и елями с обхватом более двух метров.

## Экономика
Средняя школа, дом культуры, карьер, пилорама. 

## Достопримечательности
- Усадьба Хомяковых, филиал государственного музея-заповедника Хмелита.

- Преображенская церковь 1797 года. На кладбище при церкви похоронен полный кавалер ордена Славы Михаил Васильев.

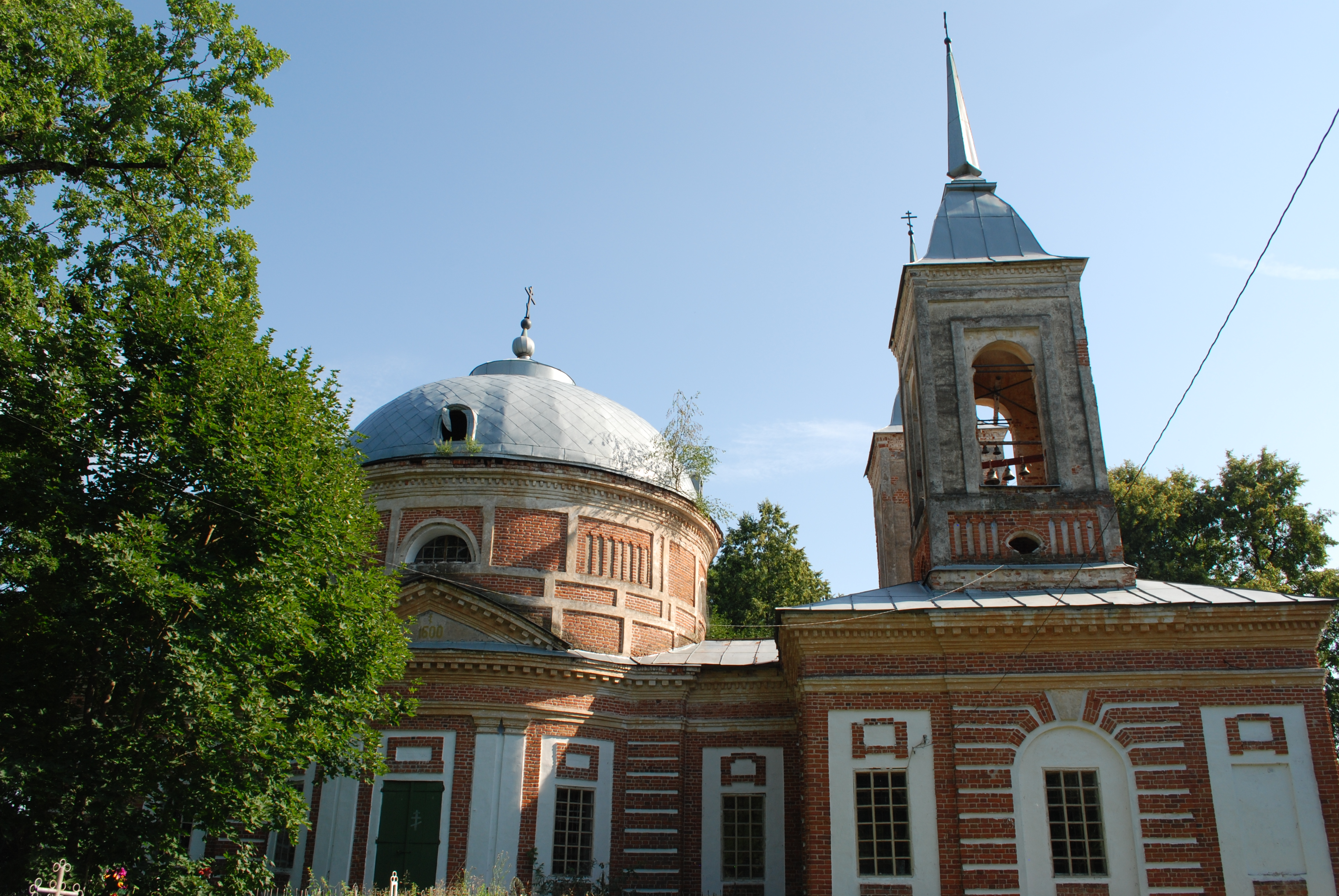
Церковь Преображения (осн.1797г)